# 성암운수
성암운수는 서울특별시의 마을버스 회사이다. 본사는 서울시 마포구 상암동에 있다.

## 운행 노선
- ● 마포08번: 서부면허시험장↔ 신촌전철역 난지 하늘 노을 평화 공원   경유

## 보유차종
하이거 하이퍼스 1609와 현대 그린시티로 운행한다.